# Ostrița, Herța
Ostrița (în ucraineană Остриця, transliterat: Ostrîțea, în rusă Острица și în germană Ostritza) este un sat reședință de comună în raionul Herța din regiunea Cernăuți (Ucraina). Are 3,686 locuitori, preponderent români
Satul este situat la o altitudine de 196 metri, în partea de nord-vest a raionului Herța, pe malul râului Prut.

## Istorie
Localitatea Ostrița a făcut parte încă de la înființare din regiunea istorică Bucovina a Principatului Moldovei. În ianuarie 1775, ca urmare a atitudinii de neutralitate pe care a avut-o în timpul conflictului militar dintre Turcia și Rusia (1768-1774), Imperiul habsburgic (Austria de astăzi) a primit o parte din teritoriul Moldovei, teritoriu cunoscut sub denumirea de Bucovina. După anexarea Bucovinei de către habsburgi în anul 1775, localitatea Ostrița a făcut parte din Ducatul Bucovinei, guvernat de către austrieci, făcând parte din districtul Cernăuți (în germană Czernowitz).  
După Unirea Bucovinei cu România la 28 noiembrie 1918, satul Ostrița a făcut parte din componența României, în Plasa Cosminului a județului Cernăuți. Pe atunci, majoritatea populației era formată din români. 
Ca urmare a Pactului Ribbentrop-Molotov (1939), Bucovina de Nord a fost anexată de către URSS la 28 iunie 1940. Bucovina de Nord a reintrat în componența României în perioada 1941-1944, fiind reocupată de către URSS în anul 1944 și integrată în componența RSS Ucrainene. 
Începând din anul 1991, satul Ostrița face parte din raionul Herța al regiunii Cernăuți din cadrul Ucrainei independente. La recensământul sovietic din 1989, numărul locuitorilor care s-au declarat români plus moldoveni era de 2.965 (324+2.641), reprezentând 91,97% din populația localității . În prezent, satul are 3.686 locuitori, preponderent români.

## Demografie
Componența lingvistică a comunei Ostrița
     Română (93,74%)
     Ucraineană (4,96%)
     Alte limbi (1,3%)
Conform recensământului ucrainean din 2001 d.Hr., majoritatea populației comunei Ostrița era vorbitoare de română (93,74%), existând în minoritate și vorbitori de ucraineană (4,96%).
1989: 3.224 (recensământ sovietic)
2007: 3.686 (estimare)

### Recensământul din 1930
Componența etnică a comunei Ostrița (județul Cernăuți)
     Români (97,96%)
     Altă etnie (2,04%)
Componența confesională a comunei Ostrița
     Ortodocși (98,62%)
     Altă religie (1,38%)
Conform recensământului românesc efectuat în 1930, populația comunei Ostrița se ridica la 2.107 locuitori. Majoritatea locuitorilor erau români (97,96%). Alte persoane s-au declarat: ruteni (15 persoane), evrei (11 persoane), polonezi (9 persoane), germani (7 persoane) și ruși (1 persoană). Din punct de vedere confesional, majoritatea locuitorilor erau ortodocși (98,62%). Alte persoane au declarat: mozaici (11 persoane), romano-catolici (16 persoane) și altă religie (2 persoane).

## Obiective turistice
- Biserica "Adormirea Maicii Domnului" (Uspenia) – construită în anul 1892 și renovată în 1992, are o clopotniță de tip zvoniță construită în 1928 [6]
- Obelisc ridicat în memoria soldaților sovietici căzuți în cel de-Al doilea război mondial - construit în 1964
- Capelă în memoria victimelor represiunii staliniste – construită în 1992
- 3 cruci pe drumurile principale care intră în sat – ridicate între anii 1993-1994

## Personalități
- Samuil Ioneț (1878-1965) – învățător român
- Ștefan Chițac (1933-2011) – general și om politic răzvrătit din Republica Moldovenească Nistreană, fost Ministru al Apărării de acolo (1991-1992)
- Cleopa Migaesi (n. 1977) – cleric ortodox ucrainean, Episcop de Noua Suliță
- Siluan Ciornei (n. 1980) – cleric ortodox ucrainean, Episcop de Herța